# Успенская, Дарья Дмитриевна
Дарья Дмитриевна Успенская (род. 16 марта 1977, Москва) — российский художник-скульптор. Член Московского союза художников.

## Биография
Дарья Успенская родилась 16 марта 1977 года в Москве в семье потомственных скульпторов. Бабушка, Островская Светлана Львовна, первая слепила портреты прославленных космонавтов Ю. А. Гагарина и Г. С. Титова с натуры. 
Дарья Успенская окончила Московский художественный институт имени В. И. Сурикова. Проходила стажировку в Академии Художеств города Штутгарта (Германия). 

## Творчество
Дарья Успенская работает в жанре монументальной скульптуры академического стиля. Основной вид материала, с которым она работает - бронза.
В работах Дарьи Успенской много реминисценций классического мирового искусства, музейно-археологического эстетизма применительно к античным образцам, византийским памятникам, произведениям романтики и готики, Ренессанса и классицизма. Работы художника-скульптора Дарьи Успенской отличаются высоким художественным уровнем, качеством проработки деталей, ясностью и выразительностью. В каждое произведение Дарья Дмитриевна вкладывает свой талант, переживания и душу. Каждая работа оригинальна, правдива и неповторима.  
Работы скульптора Дарьи Успенской находятся в Государственном музее им. Дарвина, Музее Московского Зоопарка, частных коллекциях России, Германии, Австрии, Бельгии, Франции.
Дарья Успенская вместе со своим супругом скульптором Виталием Шановым работали над вратами главного храма ВС РФ и барельефами, на которых отображены все наиболее значимые битвы Великой Отечественной войны.
Участвовала в создании Храмового комплекса Живоначальной Троицы
на Борисовских прудах в Москве и многих других монументальных проектах.

### Основные монументальные произведения
- 2004 г. — Врата Храмового комплекса Живоначальной Троицы на Борисовских прудах в Москве.
- 2008 г. — Памятник Народной артистке СССР Кларе Степановне Лучко в Краснодаре.[4]
- 2009 г. — Памятник Святой Великомученице Екатерине в Краснодаре.[5]
- 2011 г. — Памятник академику живописи Александру Александровичу Киселёву в Туапсе.
- 2012 г. — Памятник Великим Целителям  в Туапсе.
- 2012 г. — Памятник 200-летию Бородинской битвы, Бородино.
- 2015-2016 г. — Памятники погибшим в годы Великой Отечественной войны. Мемориалы «Неизвестному Солдату» в 12 городах РФ.
- 2016 г. — Монументальная скульптура «Символ России» -подарок Российской Федерации Филиппинам. Парк скульптур АТЭС, Манила.
- 2017 г. — Врата Храма Воскресения Христова и Новомучеников и исповедников Церкви Русской на Лубянке.[6]
- 2017 г. — Барельефы Святых Великомучеников Илариона Троицкого и Патриарха Тихона Московского для Храма Воскресения Христова и Новомучеников и исповедников Церкви Русской на Лубянке.
- 2017 г. — Статуи Святых православных воинов (Комплекс «Прасковеевка», Геленджик).
- 2017 г. — Врата Храма Святых Петра и Февронии Муромских Чудотворцев в Новороссийске.
- 2018 г. — Комплекс монументальных скульптурных композиций, монументальное скульптурное панно посвященное Крещению Руси, Херсонес Таврический.
- 2019 г. — Мемориальная доска в честь народного артиста СССР Юрия Яковлева в Москве.[7]
- 2019 г. — Памятник труженикам тыла и детям войны «Кызыл Кош» - «Красный Обоз», Кызыл.
- 2019 г. — Памятник великому русскому поэту Александру Сергеевичу Пушкину, Брест, Беларусь.[8]
- 2019-2020 г. — Барельефы «Северных и Южных Врат», фасадные бронзовые скульптуры «Святой Александр Невский», «Святой Дмитрий Донской», «Канон Голгофа», Барельеф «Карта боевых действий соединений 5-й и 33-й армий западного фронта в битве под Москвой» для Главного Храма Вооруженных Сил Российской Федерации[9][10], расположенного по адресу: Московская область, Одинцовский район, г. Кубинка. Скульптуры «Статуя Сергий Радонежский», «Статуя Архангел Михаил» для объекта «Территория Храмового комплекса».
- 2020 г. — Аллея памяти в городе Ессентуки- бюсты десяти героев Советского Союза- участников ВОВ.
- 2020 г. — Памятник Чарльзу Гаскойну в Петрозаводске.[11]
- 2021 г. — Памятник герою Первой Мировой войны, полковому священнику иеромонаху Амвросию Матвееву. Нило-Столобенская пустынь.
- 2021 г. — Мемориальный комплекс «Александр Невский с дружиной». Самолва. Псковская область.
- 2023 г. — Скульптурная композиция: СОБОР ПСКОВО-ПЕЧЕРСКИХ СВЯТЫХ, Религиозная организация Епархиальный Свято-Успенский Псково-Печерский мужской монастырь Псковской Епархии Русской Православной Церкви (Московский Патриархат).
- 2023 г. — Памятник жителям Печор, Религиозная организация Епархиальный Свято-Успенский Псково-Печерский мужской монастырь Псковской Епархии Русской Православной Церкви (Московский Патриархат).
- 2023 г. — Въездной знак в город Печоры, г. Печоры.
- 2023-2024 г. — Работа над художественным оформлением, созданием скульптур, барельефов, горельефов на объекте: «Историко-археологический парк «Херсонес Таврический». Барельефы фасада Музея Крыма и Новороссии. Скульптуры евангелистов в Храм-парке Святой Троицы. Статуи грифонов на главном входе в Музей Христианства. Памятник князю Владимиру на территории Свято-Владимирского монастыря.
- 2024 г. — Памятник первой российской паровой машине, г. Петрозаводск.

### Список выставок
- 2006 г. — Московский Кремль.
- 2010 г. — Государственный Комплекс «Дворец Конгрессов». (Константиновский дворец) в Стрельне.[12]
- 2012 г. — АРТ-Манеж.
- 2013 г. — Арт Москва.
- 2014 г. — Государственный Дарвиновский Музей (Москва).
- 2014 г. — Российская академия художеств.
- 2016 г. — Тимирязевский Музей (Москва).
- 2021 г. — «Александр Невский. Прошлое. Настоящее» Новая Третьяковка (Москва).

## Награды и признание
- Стипендиат и член Московского союза художников.
- Лауреат Золотой медали Российской академии художеств 2003 год.
- Золотая медаль Всероссийского выставочного центра (ВДНХ) 2005 год.
- Участница многочисленных выставок (Арт Манеж, Арт Москва, и т.д.) и экологических проектов.
- Медаль «Памяти героев Отечества», 2020 год.
- Патриаршая грамота, 2020 год.
- Памятная медаль «800 лет со дня рождения Князя Александра Невского», 2021 год.
- Золотая медаль Российской академии художеств 2023 год.